# Entertainment 360
Entertainment 360 es una productora cinematográfica estadounidense fundada el 2 de diciembre de 2002 por Suzan Bymel, Guymon Casady, Eric Kranzler, Evelyn O'Neill, Daniel Rappaport y David Seltzer.

## Descripción general
Management 360 el antiguo sello de gestión y producción, ha cambiado su nombre a Entertainment 360.
La compañía, que celebra su vigésimo aniversario este año, dijo que la medida está diseñada para reflejar el cambio que ha experimentado la empresa a lo largo del tiempo a medida que se ha convertido en una mayor presencia en el mundo de la producción.
"Reflexionando sobre dos décadas de hitos, estamos más que orgullosos de las asociaciones duraderas con los clientes que han dado lugar a tantos grandes proyectos", dijo la compañía en un comunicado en las redes sociales. "Al mismo tiempo, creemos que la palabra 'gestión' no expresa el alcance completo de nuestro trabajo en la industria del entretenimiento actual: representar el talento con una dedicación feroz pero también crear contenido que impacte la cultura".
La empresa añadió: "Nuestro nombre ha evolucionado, pero la declaración de misión original siempre será nuestra estrella polar: 'Creamos oportunidades extraordinarias para los artistas'".
Posteriormente, 360 estableció su brazo de producción cuando comenzó a desarrollar, empaquetar y producir activamente proyectos como Juego de Tronos.
El logo anterior apareció en Películas y series como Mary + Jane Damnation y The Terror y más así como juego de tronos de Televisión 360 el logo apareció por primera vez en la franquicia de The Gallows en la pantalla grande

## Filmografía

### Películas
| Lanzamiento              | Título                | Directores                  | Distribución                       | Coproducida por                                                                                    |
| ------------------------ | --------------------- | --------------------------- | ---------------------------------- | -------------------------------------------------------------------------------------------------- |
| 19 de septiembre de 2008 | My Best Friend's Girl | Howard Deutch               | Lionsgate                          | Terra Firma Films Superfinger Entertainment                                                        |
| 16 de enero de 2009      | The Killing Room      | Jonathan Liebesman          | ContentFilm                        | Wichester Capital Partners Eleven Eleven Films                                                     |
| 10 de agosto de 2012     | Hope Springs          | David Frankel               | Sony Pictures Releasing            | Columbia Pictures Mandate Pictures Metro-Goldwyn-Mayer Escape Artists                              |
| 26 de septiembre de 2014 | Good People           | Henrik Ruben Genz           | Millennium Films                   | Maguire Entertainment Material Pictures                                                            |
| 10 de julio de 2015      | The Gallows           | Chris Lofing Travis Cluff   | Warner Bros. Pictures              | New Line Cinema Blumhouse Productions Tremendum Pictures                                           |
| 9 de octubre de 2015     | Steve Jobs            | Danny Boyle                 | Universal Pictures                 | Legendary Pictures Scott Rudin Productions The Mark Gordon Company Decibel Films Cloud Eight Films |
| 11 de octubre de 2016    | Shovel Buddies        | Simon Atkinson Adam Townley | Awesomeness Films 20th Century Fox | N/A                                                                                                |
| 25 de octubre de 2019    | The Gallows: Act II   | Chris Lofing Travis Cluff   | Lionsgate                          | Blumhouse Productions Tremendum Pictures                                                           |
| 17 de noviembre de 2021  | Bruised               | Halle Berry                 | Netflix                            | Thunder Road Pictures Romuls Entertainment                                                         |
| 18 de marzo de 2022      | Deep Water            | Adrian Lyne                 | Amazon Prime Video                 | 20th Century Fox Regancy Enterprises Entertainment One Keep Your Head Film Rites                   |
| 3 de mayo de 2024        | The Fall Guy          | David Leitch                | Universal Pictures                 | 87 North Productions                                                                               |

### Television
| Año       | Título          | Estreno                 | Creador(es)                  | Notas               |
| --------- | --------------- | ----------------------- | ---------------------------- | ------------------- |
| 2007      | Cavemen         | 2 de octubre de 2007    | Joe Lawson Josh Gordon Will  | Serie de televisión |
| 2016      | Mary + Jane     | 5 de septiembre de 2016 | Deborah Kaplan Harry Elfont  | Serie de televisión |
| 2017-2018 | Damnation       | 7 de noviembre de 2017  | Tony Tost                    |                     |
| 2018-2019 | Queen America   | 18 de noviembre de 2018 | Meaghan Oppenheimer          | Serie de televisión |
| 2011-2019 | Game of Thrones | 17 de abril de 2011     | David Benioff D. B. Weiss    |                     |
| 2018-2019 | The Terror      | 25 de marzo de 2018     | Max Borenstein Alexander Woo |                     |

## Recepción

### Taquillas
| Título                | Coproducción                                                                                       | Distribuidor                       | Fecha de lanzamiento     | Presupuesto   | Recaudación     |
| --------------------- | -------------------------------------------------------------------------------------------------- | ---------------------------------- | ------------------------ | ------------- | --------------- |
| My Best Friend's Girl | Terra Firma Films Superfinger Entertainment                                                        | Lionsgate                          | 19 de septiembre de 2008 | $20 Millones  | $40,6 Millones  |
| The Killing Room      | Wichester Capital Partners Eleven Eleven Films                                                     | ContentFilm                        | 16 de enero de 2009      | N/A           | N/A             |
| Hope Springs          | Columbia Pictures Mandate Pictures Metro-Goldwyn-Mayer Escape Artists                              | Sony Pictures Releasing            | 10 de agosto de 2012     | $30 millones  | $114.3 millones |
| Good People           | Maguire Entertainment Material Pictures                                                            | Millennium Films                   | 26 de septiembre de 2014 | N/A           | $1,0 millones   |
| The Gallows           | New Line Cinema Blumhouse Productions Tremendum Pictures                                           | Warner Bros. Pictures              | 10 de julio de 2015      | $100 mil      | $43 millones    |
| Steve Jobs            | Legendary Pictures Scott Rudin Productions The Mark Gordon Company Decibel Films Cloud Eight Films | Universal Pictures                 | 9 de octubre de 2015     | 30 millones   | 34,4 millones   |
| Shovel Buddies        | N/A                                                                                                | Awesomeness Films 20th Century Fox | 11 de octubre de 2016    | N/A           | N/A             |
| The Gallows: Act II   | Blumhouse Productions Tremendum Pictures                                                           | Lionsgate                          | 25 de octubre de 2019    | N/A           | N/A             |
| Bruised               | Thunder Road Pictures Romuls Entertainment                                                         | Netflix                            | 17 de noviembre de 2021  | $11 millones  | N/A             |
| Deep Water            | 20th Century Fox Regancy Enterprises Entertainment One Keep Your Head Film Rites                   | Amazon Prime Video                 | 18 de marzo de 2022      | 48.9 millones | N/A             |

### Recepción de la crítica
| Película                | Rotten Tomatoes | Metacritic |
| ----------------------- | --------------- | ---------- |
| The Killing Room (2009) | 71%             | N/A        |
| Hope Springs (2012)     | 75%             | 65%        |
| The Gallows (2015)      | 14%             | 30%        |
| Steve Jobs (2015)       | 85%             | 82%        |